# Mohsen Amiraslani
Mohsen Amiraslani Zanjani (Abadan, 1977 – Karaj, 24 settembre 2014) è stato un attivista iraniano, ucciso dalle autorità iraniane per eresia.

## Biografia
Nel marzo 2007, Amiraslani era stato accusato tra di eresia, insulti al profeta Giona e atti immorali, venendo condannato dalla sezione 31 della Corte d’Appello di Teheran a una pena detentiva, alla fustigazione e a una sanzione pecuniaria.
Intervenne a quel punto il conservatore Sadegh Larijani, capo della magistratura, che fece condannare a morte Amiraslani per attività sessuali illecite (accusa precedentemente non menzionata e senza prove a sostegno), "corruzione sulla terra", "aver fornito una diversa interpretazione del Corano".
La moglie di AmirAslani, Leila, dichiarò al sito di opposizione Roozonline (oggi chiuso) che sperava che un'alta corte avrebbe annullato la sua condanna, invano. Disse che la sua condanna derivava dalle sue opinioni religiose e che non furono presentate prove a sostegno delle accuse relative alle sue presunte attività sessuali.
Il portavoce di Amnesty International Italia, Riccardo Noury, scrisse del caso su Il Fatto Quotidiano.

## Vita privata
Sposato, aveva un figlio di due anni al momento dell'esecuzione.
Conseguì una laurea in psicologia e dirigeva uno studio di psicologia (Soroush Parsian), dove forniva consulenze e conduceva lezioni di spiritualità, analisi dei sogni e del Corano.